# Amazonas – Gefangen in der Hölle des Dschungels
Amazonas – Gefangen in der Hölle des Dschungels (Originaltitel: A baixada dos dinosauros) ist ein dem Exploitation-Genre nahestehender brasilianisch-italienischer Abenteuerfilm des Filmregisseurs Michele Massimo Tarantini aus dem Jahr 1985.
Der Film erschien am 13. August 1985 in Italien unter dem Titel Nudo e selvaggio und am 28. März 1988 in Deutschland.

## Handlung
Der amerikanische Abenteurer und Paläontologe Kevin Hall quartiert sich im brasilianischen Niemandsland in einem kleinen Hotel ein. Dort erfährt er zufällig, wie eine Reisegruppe am nächsten Tag zurück in die Zivilisation fliegen möchte; zuvor soll aber noch das sagenumwobene „Tal der Dinosaurier“ besichtigt werden, ein für Besucher gesperrtes Areal mit Überresten prähistorischer Tiere. Die abenteuerliche Neugier des jungen Forschers ist augenblicklich geweckt. Das Charterflugzeug hebt schließlich mit Kevin, einem Piloten und sieben weiteren Passagieren ab. Dem bunt zusammengewürfelten Haufen gehören neben Prof. Ibañez und dessen attraktiver Tochter Eva, auch ein schmieriger Fotograf, zwei Fotomodelle und der Vietnamveteran Capt. John Heinz nebst Ex-Frau an. Unterwegs gerät das Kleinflugzeug allerdings in heftige Turbulenzen und stürzt ab.
Bei der Notlandung mitten im Amazonasgebiet sterben drei Menschen, darunter auch der Pilot. Die sechs Überlebenden sind fortan gezwungen, sich zu Fuß durch den unwegsamen Dschungel zu schlagen. Der beschwerliche Fußmarsch durchs Kannibalengebiet wird nachfolgend durch Querelen um die Führerschaft der Gemeinschaft erschwert. Die gefährliche Flora und Fauna tun derweil ihr Übriges. Es kommt zu weiteren Todesopfern. Irgendwann fällt das dezimierte Team den Kannibalen in die Hände. Eva und Fotomodell Belinda werden verschleppt, wenig später aber von Kevin befreit und gerettet.
Auf der Flucht vor den Wilden trifft das verbliebene Trio auf den zwielichtigen Minenbesitzer China, der mitten im Urwald unter unwürdigen, nahezu sklavenartigen Bedingungen nach Edelsteinen schürfen lässt. Für die Überlebenden des Flugzeugabsturzes beginnt hier die eigentliche Tortur. Demütigungen, Folter und Mord setzen ein. Kevin wird gefesselt. Eva vergewaltigt und Belinda bei einem Fluchtversuch getötet. Dem Paläontologen gelingt irgendwann die Befreiung; anschließend streckt dieser Minenbesitzer China, als auch dessen Gefolge nieder. Am Ende flüchten Kevin und Eva mit einem zuvor erbeuteten Hubschrauber vom Schauplatz des Schreckens.

## Hintergrund
Amazonas – Gefangen in der Hölle des Dschungels wird häufig auch als letzter Kannibalenfilm Italiens angepriesen, wenngleich die Menschenfresser nur eine Randerscheinung der Inszenierung bilden und der Film eine brasilianische Produktion ist. In Großbritannien verstärkte man diesen Eindruck, in dem man den Film als Fortsetzung von Umberto Lenzis Cannibal Ferox (in Deutschland als Die Rache der Kannibalen veröffentlicht) anbot. Andere Titel stellten einen anderen Aspekt in den Vordergrund: So war der internationale Verleihtitel Massacre in Dinosaur Valley, auch der französische Prisonnières de la vallée des dinosaures versuchte Bezüge zu Jurassic Park herzustellen. Ein weiterer deutschsprachiger Titel ist Survivor – Gefangen in der Hölle des Dschungels.
Tarantini, der Mitte der 1970er-Jahre mit der Sexklamotte Flotte Teens und heiße Jeans international bekannt wurde, verzichtet auf pseudo-reale Begebenheiten; ebenso auf reale Tiertötungen, die während des Kannibalenfilmbooms häufiger Bestandteil der Genreproduktionen waren.
Neben dem US-amerikanischen Schauspieler Michael Sopkiw agieren hier ausschließlich brasilianische Darsteller.

## Kritiken
Das Lexikon des internationalen Films schrieb, die Produktion sei ein „Abenteuerfilm nach den herkömmlichen Mustern“.